# برنار بوفه
برنار بوفه (فرانسوی: Bernard Buffet‎؛ ۱۰ ژوئیهٔ ۱۹۲۸ – ۴ اکتبر ۱۹۹۹) نقاش و طراح اکسپرسیونیست اهل فرانسه و عضو گروه ضدآبسترهٔ «مرد شاهد» (L'homme Témoin) بود.
او که اواخر عمرش از پارکینسون رنج می‌برد و ازکارافتاده شده بود، سال ۱۹۹۹ با کیسه پلاستیکی خود را خفه کرد.